# Carter Lake (Iowa)
Carter Lake es una ciudad situada en el Condado de Pottawattamie, en el estado de Iowa, Estados Unidos. Según el censo de 2010 tenía una población de 3.785 habitantes.

## Geografía
Según la Oficina del Censo de los Estados Unidos, la localidad tiene un área total de 5,23 km², de los cuales 4,84 km² corresponden a tierra firme y el restante 0,39 km² a agua, que representa el 7,46% de la superficie total de la localidad.
Carter Lake es además la única ciudad de Iowa situada al oeste del Río Misuri.

## Demografía
Según el censo de 2010, había 3785 personas residiendo en la localidad. La densidad de población era de 723,71 hab./km². Había 1481 viviendas con una densidad media de 283,17 viviendas/km². El 90,25% de los habitantes eran blancos, el 1% afroamericanos, el 0,77% amerindios, el 0,53% asiáticos, el 0,03% isleños del Pacífico, el 5,79% de otras razas, y el 1,64% pertenecía a dos o más razas. El 11,49% de la población eran hispanos o latinos de cualquier raza.